# Rick Latham
Rick Latham (* 1. Oktober 1955 in Columbia, South Carolina) ist ein US-amerikanischer Funk-Schlagzeuger. Mit seinem Lehrbuch "Advanced Funk Studies" (1980) weckte er internationales Interesse und wurde berühmt.
Latham hat Perkussion an der East Carolina University studiert. Anschließend wurde er in das Master-Programm der North Texas State University in aufgenommen, wo er eine Lehrstelle als Assistent ausübte. Von 1996 bis 2002 spielte der Komponist und Produzent in der Band "Rainey Man". 1999 trat er mit der "Edgar Winter Band" beim Montreux Jazz Festival auf. Seine aktuelle Jazz-Gruppe heißt "Rick Latham and the groove doctors". Im Laufe seiner Karriere arbeitete er mit zahlreichen Künstlern aus dem Funk-, Rock-, R&B-, Pop-, Country- und Jazzbereich zusammen, etwa mit B. B. King und Quincy Jones.

## Werke
- Advanced Funk Studies (1980)
- Contemporary Drumset Techniques (1990)
- 25th Advanced Funk Studies Anniversary (DVD, 2005)